# Illicio

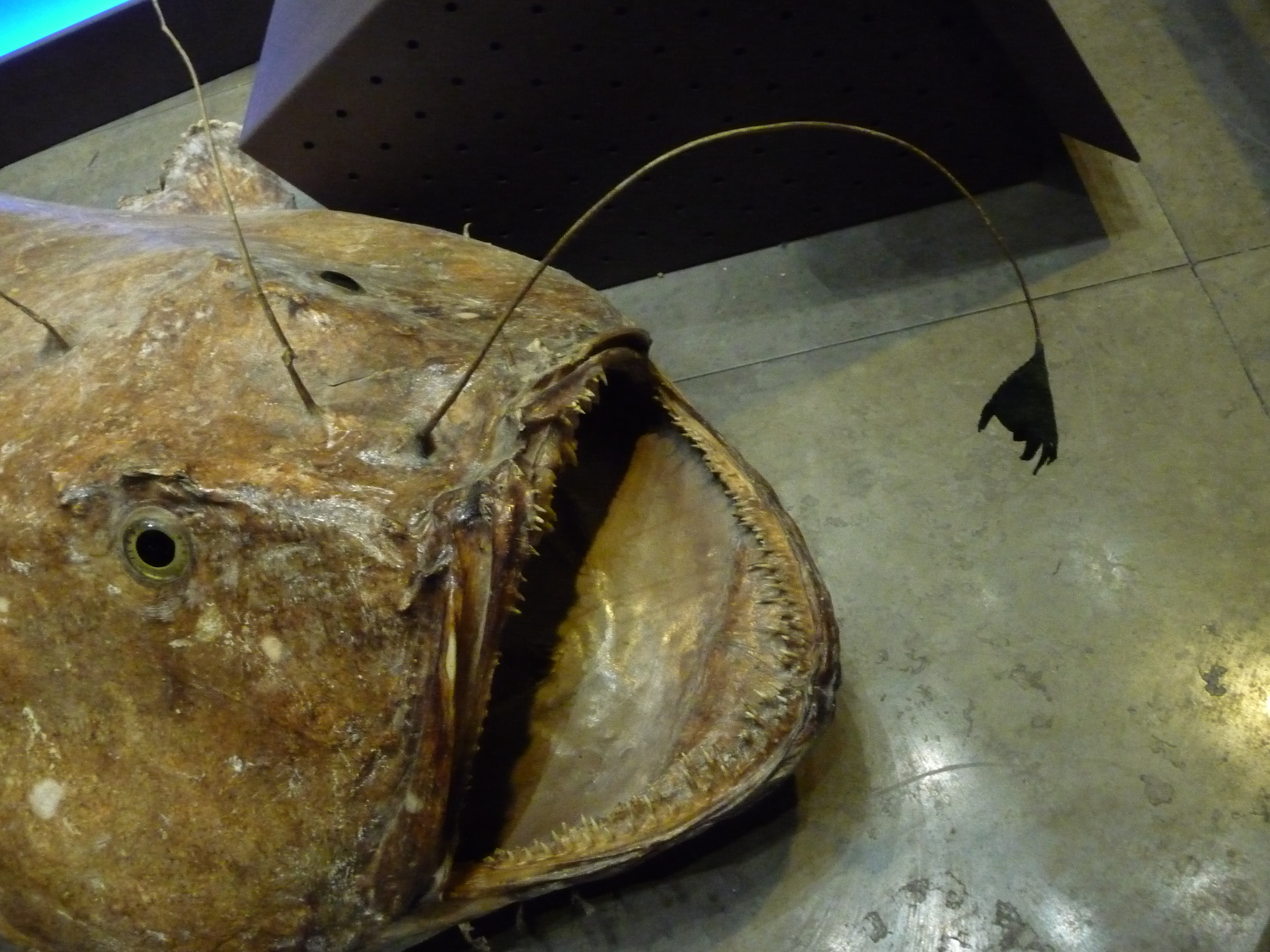
L'illicio di una Rana pescatrice

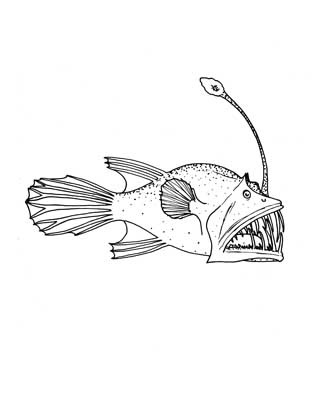
Acentrophryne longidens con un imponente illicio

In zoologia l'illicio è il primo raggio della pinna dorsale estremamente allungato e mobile che presenta una piccola escrescenza in cima, atto ad essere usato come esca per attirare piccoli pesci, crostacei e molluschi e poterli predare.
Il nome deriva dalla parola latina illicium, che significa "allettare, esca".

## Lista delle famiglie di pesci che possiedono l'illicio
È presente solamente nell'ordine Lophiiformes.
- Sottordine Antennarioidei
  - Antennariidae
  - Brachionichthyidae
  - Lophichthyidae
  - Tetrabrachiidae
- Sottordine Lophioidei
  - Lophiidae
- Sottordine Ogcocephalioidei
  - Superfamiglia Ceratioidea
    - Caulophrynidae
    - Centrophrynidae
    - Ceratiidae
    - Diceratiidae
    - Gigantactinidae
    - Himantolophidae
    - Linophrynidae
    - Melanocetidae
    - Neoceratiidae
    - Oneirodidae
    - Thaumatichthyidae

  - Superfamiglia Chaunacioidea
    - Chaunacidae

  - Superfamiglia Ogcocephalioidea
    - Ogcocephalidae